# Wulveringem
Wulveringem est une section de la ville belge de Furnes située en Région flamande dans la province de Flandre-Occidentale. C'était une commune à part entière avant la fusion des communes de 1971 quand elle fut intégrée dans la nouvelle commune de Beauvoorde avant de devenir une section de Furnes en 1977.

## Démographie

### Évolution démographique
- Sources : INS, Rem. : 1831 jusqu'en 1961 = recensements[1].

## Histoire
En 1334, Eustasie de Wulveringhem, recluse demeurant au cimetière de Saint-Omer, fonde une chapelle de Notre Dame à Bergues.

## Lieux et monuments
- Le château de Beauvoorde.